# Beschermde stads- en dorpsgezichten in Gelderland

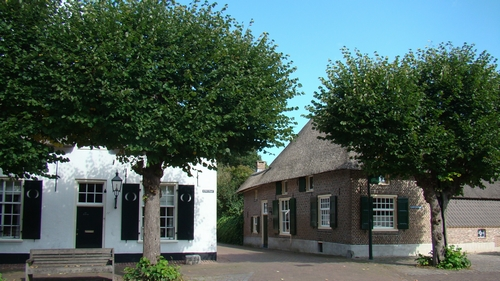
Batenburg

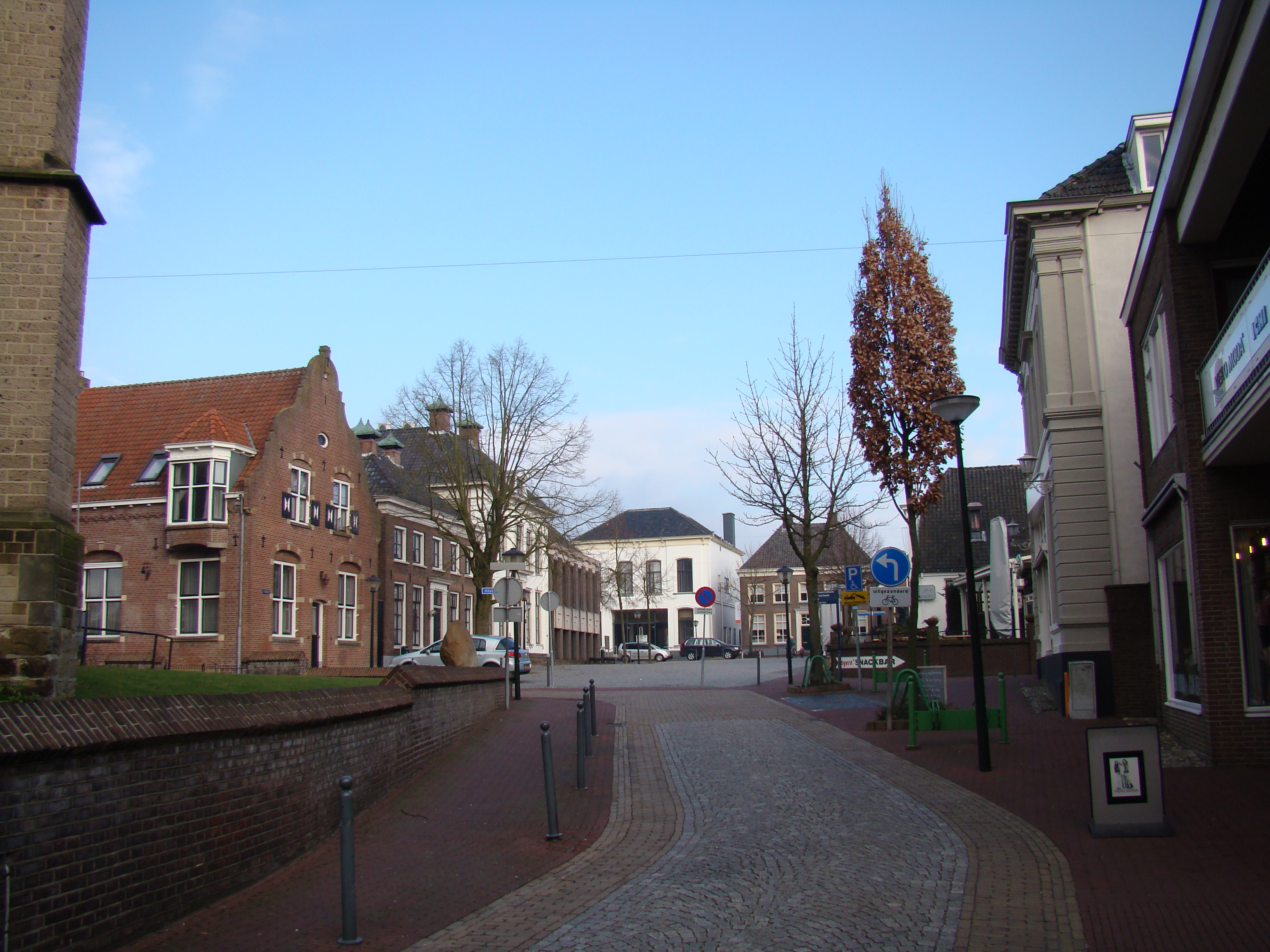
Aalten

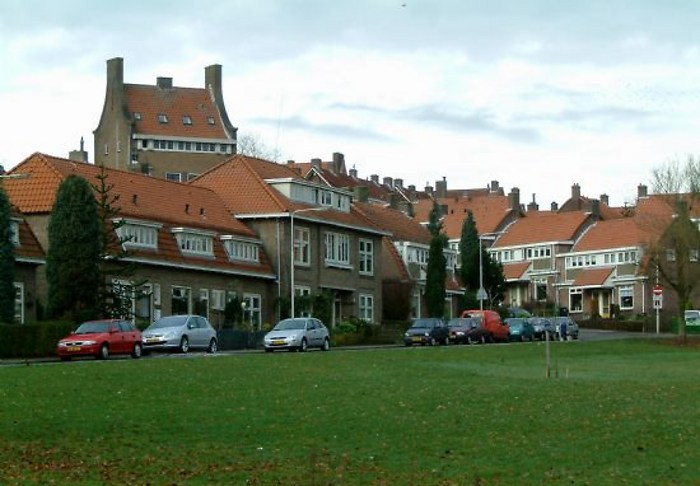
Geitenkamp, Arnhem

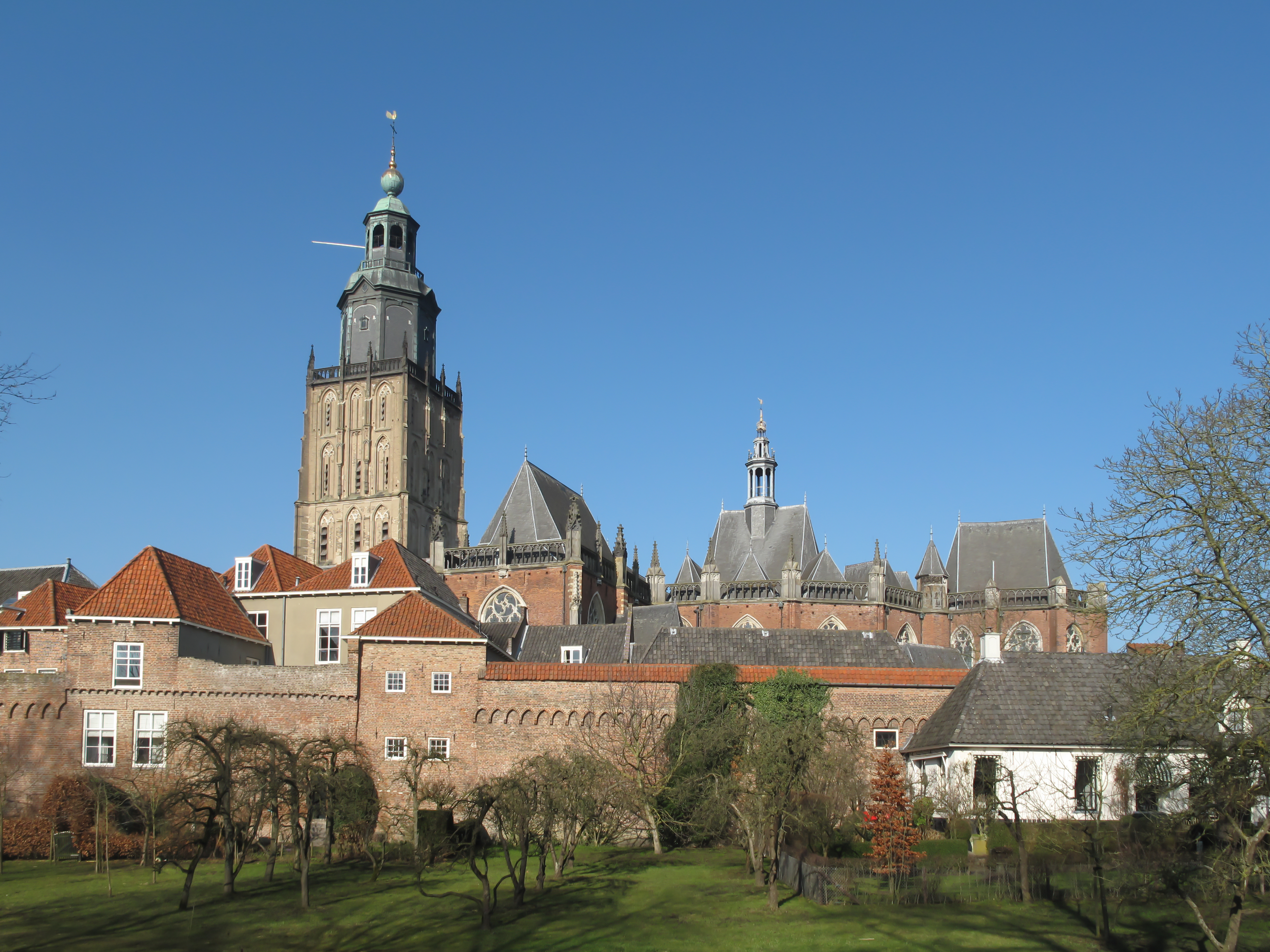
Zutphen

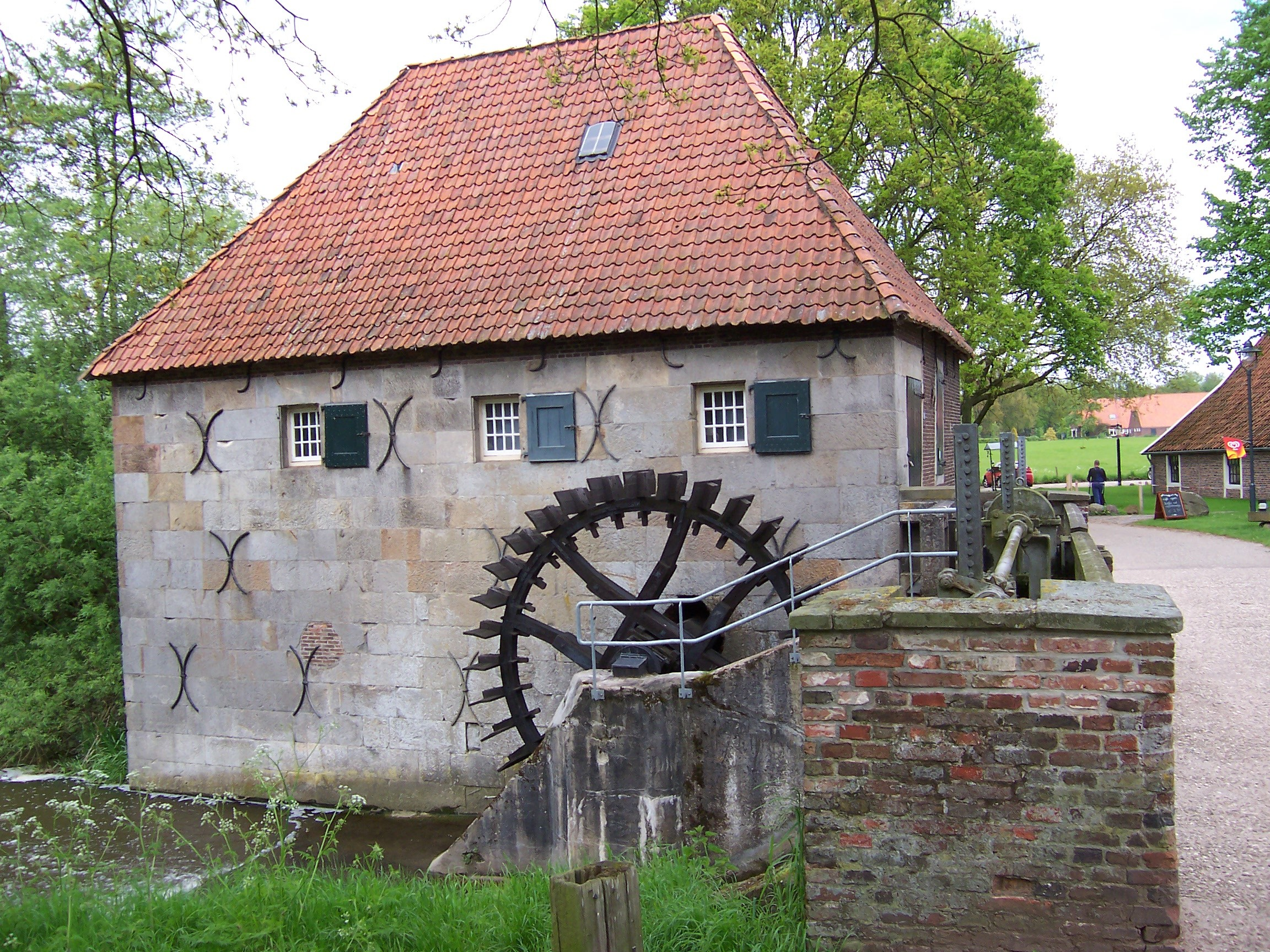
Mallumse Molen

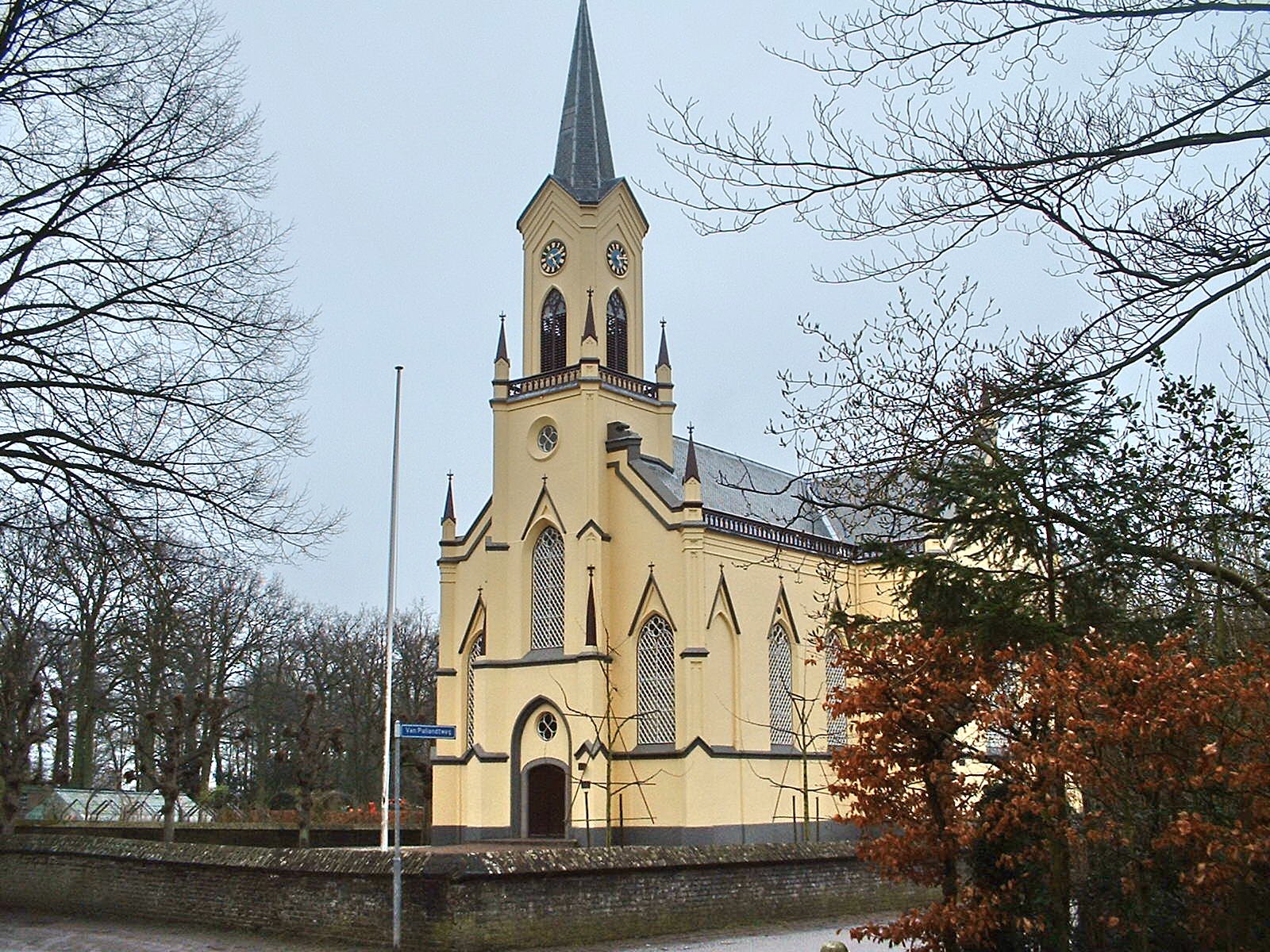
Neerijnen

De Beschermde stads- en dorpsgezichten in Gelderland zijn onder te verdelen in de Gelderse steden die beschermd stadsgezicht zijn, en de overige dorpen en plaatsen die beschermd dorpsgezicht zijn.

## Beschermd stadsgezicht
- Batenburg
- Bredevoort
- Bronkhorst
- Buren
- Culemborg
- Doesburg
- Elburg
- Harderwijk
- Hattem
- Lochem
- Nijmegen
- Staverden
- Zaltbommel
- Zutphen

## Beschermd dorpsgezicht
- Aalten
- Acquoy
- Beesd
- Beusichem
- Dieren
- Gelselaar[1]
- Gortel
- Hoog Soeren
- Hummelo
- Laag-Keppel
- Laag-Soeren
- Neerijnen
- Nederhemert-Zuid
- Radio Kootwijk
- Ubbergen
- Waardenburg
- Wiesel
- Zoelen

Behalve dorpskernen kunnen ook gebieden, straten of wijken als beschermd dorpsgezicht worden aangemerkt:
- Berkeloord, Lochem
- Coehoornsingel, Zutphen
- Deventerweg, Zutphen
- Geitenkamp, Arnhem
- Indische buurt, Apeldoorn
- Mallemse Molen, Berkelland
- Metaalbuurt, Apeldoorn
- Mussenberg, Arnhem
- Oud Groevenbeek en Nieuw Groevenbeek, Ermelo
- De Parken, Apeldoorn
- Park Sonsbeek e.o., Arnhem
- Patrimoniumbuurt-Vogelwijk, Arnhem
- Sonsbeekkwartier-Noord, Arnhem
- Spijkerkwartier-Boulevardkwartier, Arnhem
- Van Verschuerwijk, Arnhem
- Villapark Overbeek, Rheden